# Vignoles
Vignoles är en kommun i departementet Côte-d'Or i regionen Bourgogne-Franche-Comté i östra Frankrike. Kommunen ligger i kantonen Beaune-Sud som tillhör arrondissementet Beaune. År 2022 hade Vignoles 919 invånare.

## Befolkningsutveckling
Antalet invånare i kommunen Vignoles
Referens:INSEE